# Naturschutzgebiet Droste Woy, Rheinaue zwischen Wesel und Bislich
Koordinaten: 51° 40′ 3″ N, 6° 31′ 8″ O
Das Naturschutzgebiet Droste Woy, Rheinaue zwischen Wesel und Bislich liegt auf dem Gebiet der Stadt Wesel im Kreis Wesel in Nordrhein-Westfalen. Das Gebiet erstreckt sich entlang des am südlichen Rand fließenden Rheins zwischen dem nordwestlich gelegenen Weseler Stadtteil Bislich und der östlich gelegenen Kernstadt Wesel. Am westlichen Rand des Gebietes verläuft die Landesstraße L 480, östlich verläuft die B 8.

## Bedeutung
Für Wesel ist seit 1988 ein 616,16 ha großes Gebiet unter der Kenn-Nummer WES-026 als Naturschutzgebiet ausgewiesen. Es wurde unter Schutz gestellt, um eine naturnahe, noch regelmäßig überflutete Rheinaue mit zahlreichen auentypischen Biotopstrukturen und Lebensgemeinschaften zu erhalten und zu entwickeln.